# Jüdischer Friedhof (Maßbach)

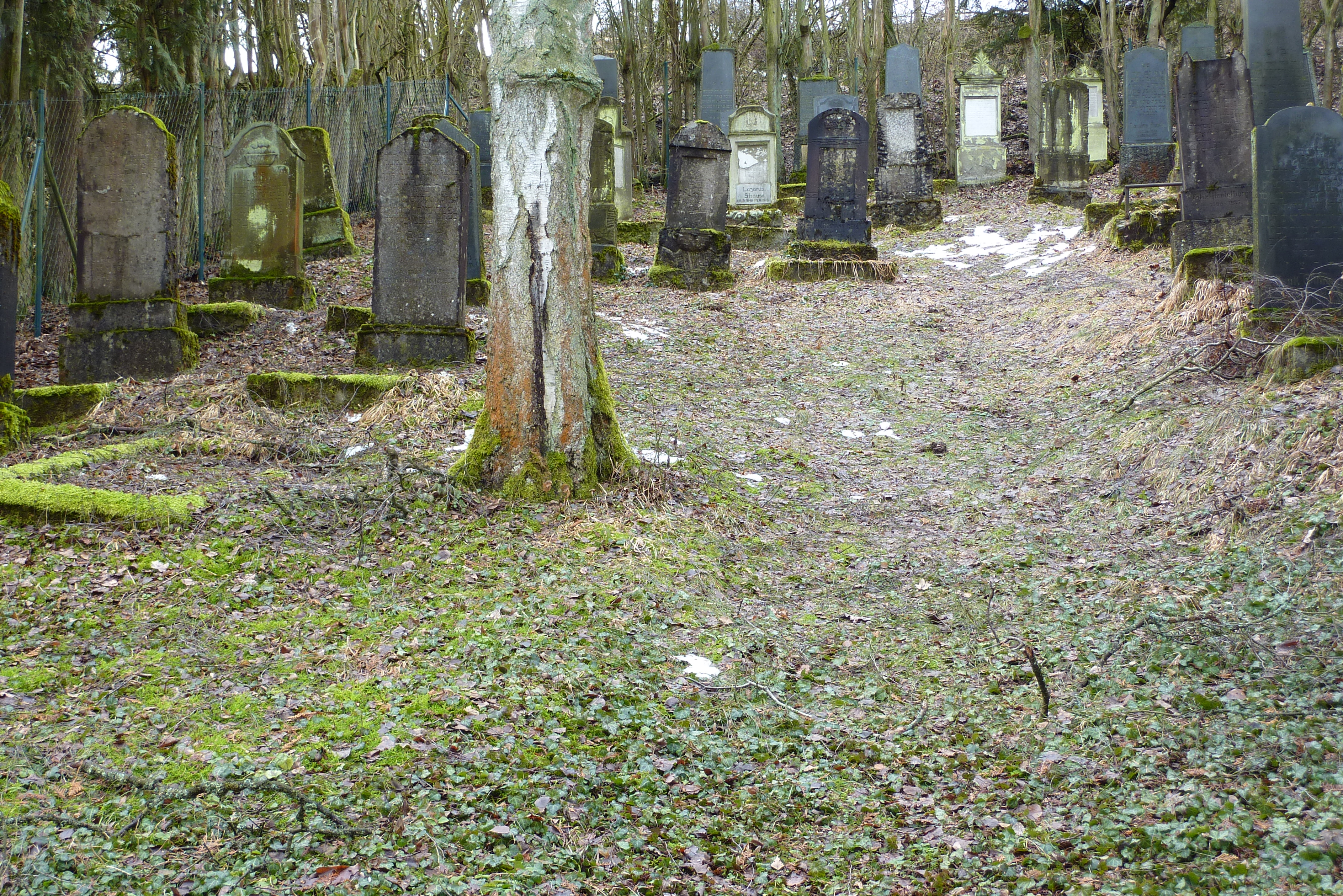
Jüdischer Friedhof von Maßbach

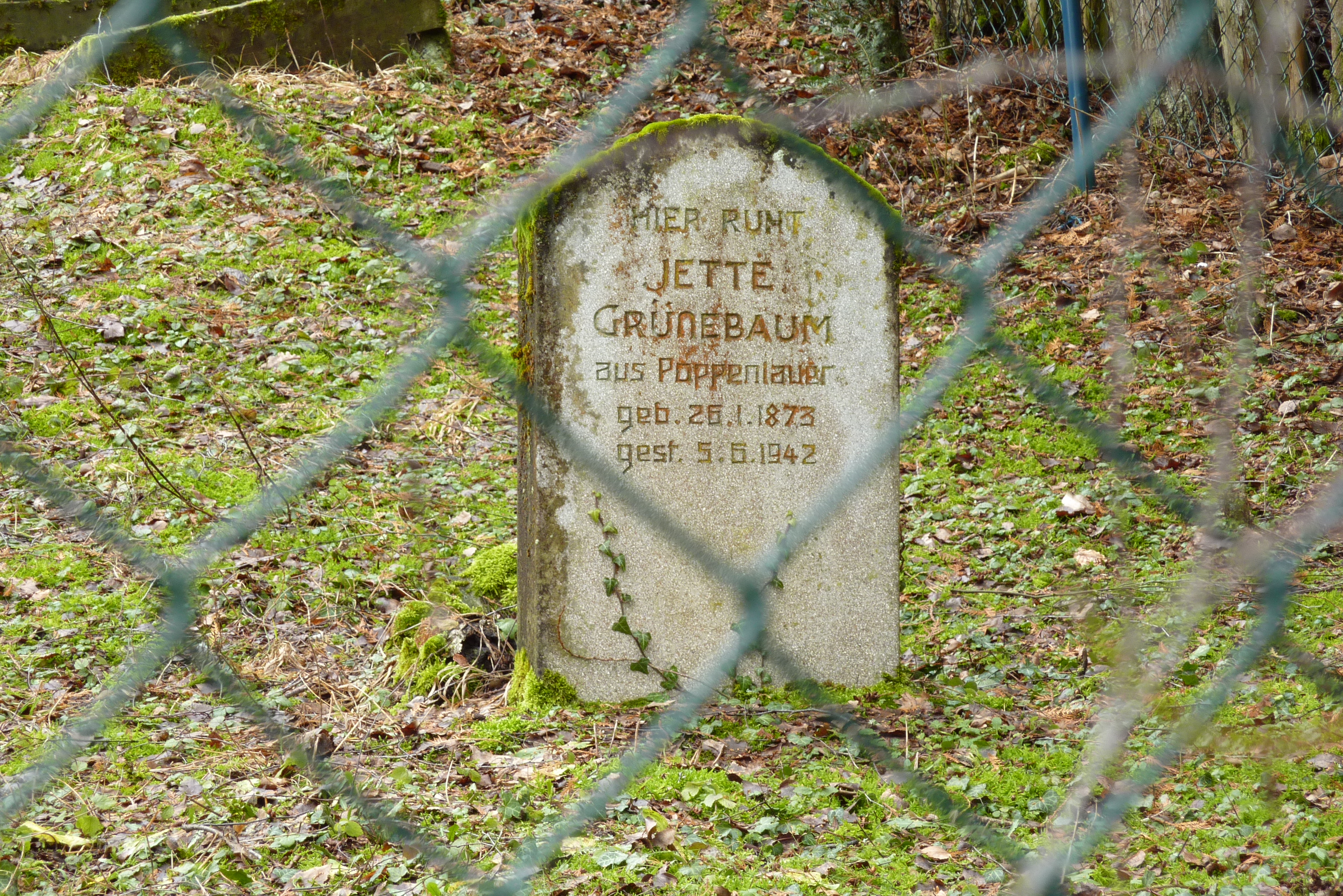
Grabstein der letzten Bestattung: Jette Grünebaum

Der Jüdische Friedhof Maßbach in Maßbach, einer Gemeinde im unterfränkischen Landkreis Bad Kissingen, wurde 1902 errichtet. Er befindet sich an einem steilen Hang in der Flur Steinerloh nordwestlich des Ortes. Über die am kommunalen Friedhof ortsauswärts führende Straße (Obere Friedhofstraße) gelangt man zum jüdischen Friedhof.

## Geschichte
Die jüdische Gemeinde Maßbach hatte ihre Toten vor 1903 auf dem jüdischen Friedhof Kleinbardorf beigesetzt. Auf dem neuen jüdischen Friedhof in Massbach wurden nun auch die Toten der jüdischen Gemeinde Poppenlauer beigesetzt. Heute sind auf dem 3,87 Ar großen Friedhof noch 41 Grabsteine erhalten. Die erste Beisetzung fand am 16. Januar 1903 (Samuel Eberhardt) und die letzte am 6. Juni 1942 (Jette Grünebaum) statt.